# Zeilen op de Olympische Zomerspelen 1964
Zeilen is een van de sporten die beoefend werden tijdens de Olympische Zomerspelen 1964 in Tokio. De zeilwedstrijden werden gehouden in Fujisawa bij het eiland Enoshima.
Er werd in vijf klassen om de medailles gestreden, twee alleen voor mannen en drie open klassen (flying dutchman, draken en 5,5m).
Zowel België als Nederland behaalde op deze Spelen geen medailles bij het zeilen.

## Heren

### Finn klasse
| rang   | sporter          | land             |
| ------ | ---------------- | ---------------- |
| Goud   | Wilhelm Kuhweide | Duitsland        |
| Zilver | Peter Barrett    | Verenigde Staten |
| Brons  | Henning Wind     | Denemarken       |

### Star klasse
| rang   | sporter                           | land             |
| ------ | --------------------------------- | ---------------- |
| Goud   | Durward Knowles/Cecil Cooke       | Bahama's         |
| Zilver | Richard Stearns/Lynn Williams     | Verenigde Staten |
| Brons  | Pelle Pettersson/Holger Sundström | Zweden           |

### Flying Dutchman
| rang   | sporter                      | land             |
| ------ | ---------------------------- | ---------------- |
| Goud   | Earle Wells/Helmer Pedersen  | Nieuw-Zeeland    |
| Zilver | Franklin Musto/Arthur Morgan | Groot-Brittannië |
| Brons  | Harry Melges/William Bentsen | Verenigde Staten |

### Drakenklasse
| rang   | sporter                                      | land             |
| ------ | -------------------------------------------- | ---------------- |
| Goud   | Ole Berntsen/Christian von Bülow/Ole Poulsen | Denemarken       |
| Zilver | Peter Ahrendt/Wilftied Lorenz/Ulrich Mense   | Duitsland        |
| Brons  | Lowell North/Charles Rogers/Robert Deaver    | Verenigde Staten |

### 5,5 m R-klasse
| rang   | sporter                                        | land             |
| ------ | ---------------------------------------------- | ---------------- |
| Goud   | Bill Northam/Peter O’Donnel/James Sargeant     | Australië        |
| Zilver | Lars Thörn/Sture Stork/Arne Karlsson           | Zweden           |
| Brons  | John McNamara/Francis Scully/Joseph Batchelder | Verenigde Staten |

## Medaillespiegel
| rang   | land             | goud | zilver | brons | total |
| ------ | ---------------- | ---- | ------ | ----- | ----- |
| 1      | Duitsland        | 1    | 1      | 0     | 2     |
| 2      | Denemarken       | 1    | 0      | 1     | 2     |
| 3      | Australië        | 1    | 0      | 0     | 1     |
| 3      | Bahama's         | 1    | 0      | 0     | 1     |
| 3      | Nieuw-Zeeland    | 1    | 0      | 0     | 1     |
| 6      | Verenigde Staten | 0    | 2      | 3     | 5     |
| 7      | Zweden           | 0    | 1      | 1     | 2     |
| 8      | Groot-Brittannië | 0    | 1      | 0     | 1     |
| totaal | totaal           | 5    | 5      | 5     | 15    |

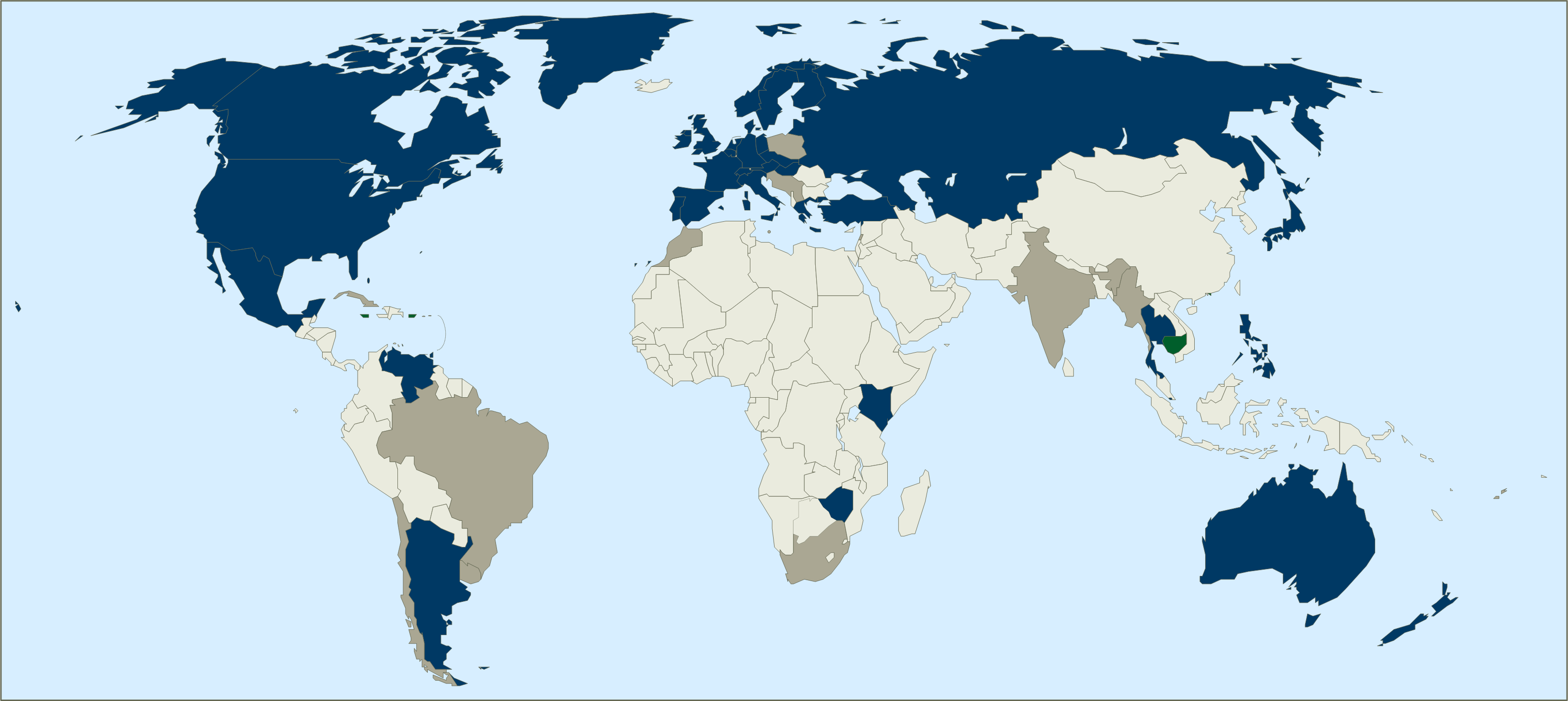
Deelnemende landen
Olympische klassen 1964
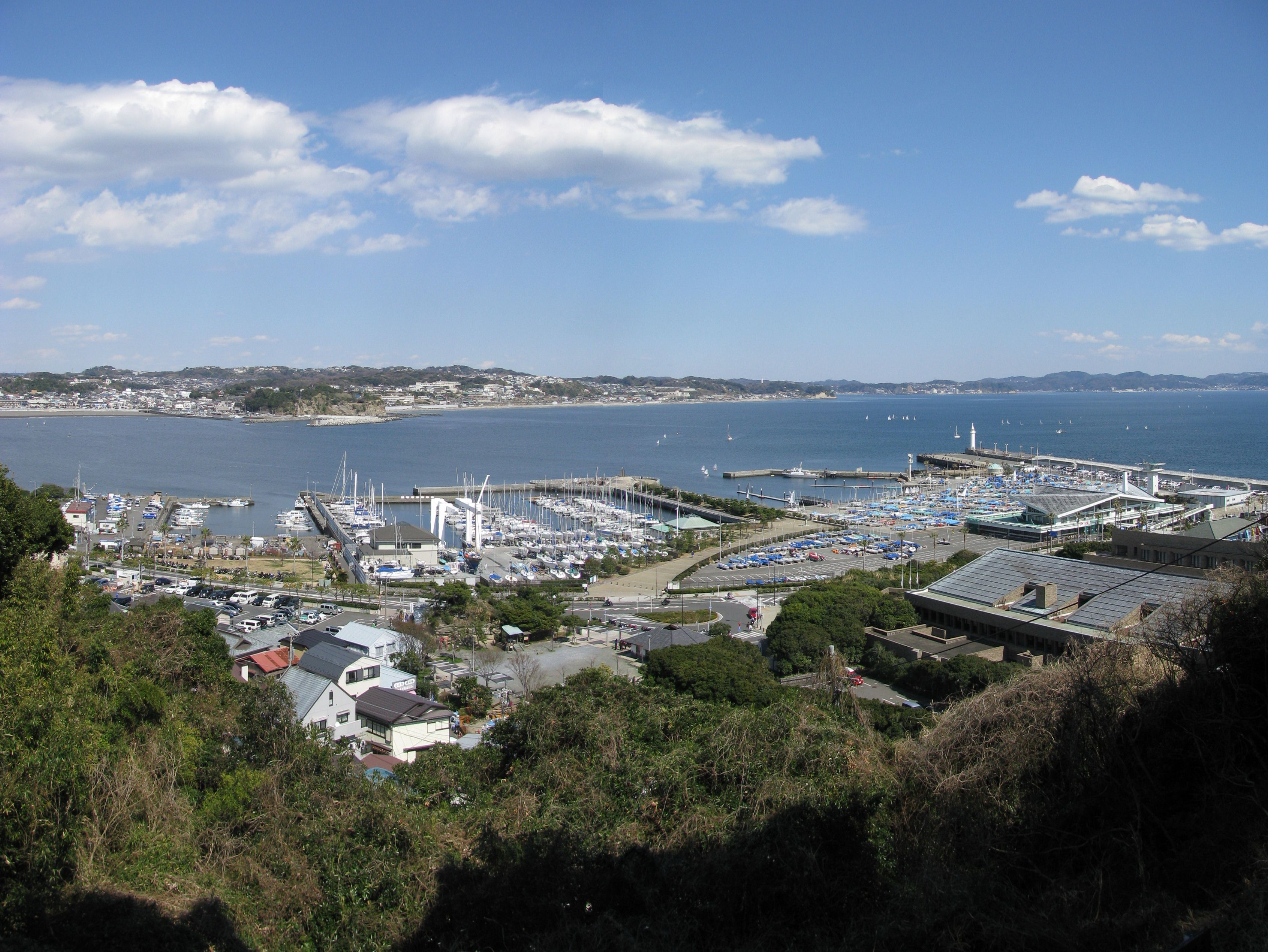
Enoshima

Athene 1896 · 
Parijs 1900 · 
St. Louis 1904 · 
Londen 1908 · 
Stockholm 1912 · 
Antwerpen 1920 · 
Parijs 1924 · 
Amsterdam 1928 · 
Los Angeles 1932 · 
Berlijn 1936 · 
Londen 1948 · 
Helsinki 1952 · 
Melbourne 1956 · 
Rome 1960 · 
Tokio 1964 · 
Mexico-stad 1968 · 
München 1972 · 
Montréal 1976 · 
Moskou 1980 · 
Los Angeles 1984 · 
Seoel 1988 · 
Barcelona 1992 · 
Atlanta 1996 · 
Sydney 2000 · 
Athene 2004 · 
Peking 2008 · 
Londen 2012 · 
Rio de Janeiro 2016 · 
Tokio 2020 · 
Parijs 2024 · 
Los Angeles 2028

Medaillewinnaars
Atletiek · Basketbal · Boksen · Gewichtheffen · Hockey · Honkbal (demonstratie) · Judo · Kanovaren · Moderne vijfkamp · Paardensport · Roeien · Schermen · Schietsport · Schoonspringen · Turnen · Voetbal · Volleybal · Waterpolo · Wielersport · Worstelen · Zeilen · Zwemmen